# Овнянська волость
Овнянська волость — історична адміністративно-територіальна одиниця Олександрійського повіту Херсонської губернії.
Станом на 1886 рік складалася з 14 поселень, 14 сільських громад. Населення — 1827 осіб (909 чоловічої статі та 918 — жіночої), 313 дворових господарств.
|                     | Площа, десятин | У тому числі орної, дес. |
| ------------------- | -------------- | ------------------------ |
| Сільських громад    | 2163           | 1077                     |
| Приватної власності | 13198          | 4349                     |
| Казенної власності  | —              | —                        |
| Іншої власності     | 64             | 40                       |
| Загалом             | 15425          | 5466                     |

Найбільші поселення волості:
- Овнянка (Яшнікова) — село при річці Овнянка за 21 версту від повітового міста, 339 осіб, 52 двори, православна церква.
- Михайлівка (Золотницька) — село при балці Розкаряченій, 85 осіб, 11 двори, православна церква.